# Wspólnota administracyjna Nabburg
Wspólnota administracyjna Nabburg – wspólnota administracyjna (niem. Verwaltungsgemeinschaft) w Niemczech, w kraju związkowym Bawaria, w rejencji Górny Palatynat, w regionie Oberpfalz-Nord, w powiecie Schwandorf. Siedziba wspólnoty znajduje się w mieście Nabburg, a przewodniczącym jej jest Georg Schmid.
Wspólnota administracyjna zrzesza gminę miejską (Stadt) oraz dwie gminy wiejskie (Gemeinde): 
- Altendorf, 923 mieszkańców, 23,16 km²
- Guteneck, 868 mieszkańców, 35,06 km²
- Nabburg, miasto, 6 033 mieszkańców, 62,39 km²